# Marguerite de Beaumont
Pour les articles homonymes, voir Beaumont.
Marguerite de Beaumont,, était la 7e comtesse de Warwick. Elle portait également le nom de Margaret de Neubourg ou Margery de Newburgh. Elle est décédée le 3 juin 1253. Elle est la fille d'Henri de Beaumont, 5e comte de Warwick, et de Philippa Basset.
Elle était la sœur et l'héritière de Thomas de Beaumont, 6e comte de Warwick. À la mort de ce dernier, elle est devenue la 7e comtesse de Warwick. Elle épousa en premières noces John Marshal, qui décéda en octobre 1242. Elle se remaria à John de Plessis. Ce dernier était un grand favori du roi Henri III d'Angleterre. En 1247, le roi le fit 7e comte de Warwick. Il est décédé le 20 février 1263.
Les 2 mariages de Marguerite de Beaumont n'ont donné aucun descendant. À son décès, elle légua ses domaines à son cousin, William Mauduit, 8e comte de Warwick.